# Estación Lagoinha
La Estación Lagoinha es una de las 19 estaciones del Metro de Belo Horizonte. Permite la integración entre el Centro de BH y la estación de autobús de BH. Está en la Avenida del Contorno, en frente de la Estación terrestre. También tienen, en la estación, una pequeña terminal de autobús, donde se encuentran algunas líneas de autobús. Es la cuarta estación más transitada del sistema, transportando aproximadamente 467.500 pasajeros al mes.

## Línea 3
La Estación Lagoinha, en el futuro, se integrará a la única línea en operación con la Línea 3 - Verde (Savassi-Lagoinha), también en proyecto.